# Чернишевське міське поселення
Чернише́вське міське поселення (рос. Чернышевское городское поселение) — міське поселення у складі Чернишевського району Забайкальського краю Росії.
Адміністративний центр та єдиний населений пункт — селище міського типу Чернишевськ.

## Населення
Населення міського поселення становить 12654 особи (2019; 13359 у 2010, 13031 у 2002).